# Aubrey Plaza
Aubrey Christina Plaza (Wilmington, Delaware; 26 de junio de 1984) es una actriz y comediante estadounidense. Es conocida por su papel de April Ludgate en la serie de comedia Parks and Recreation, también por su papel como Río Vidal / Muerte en Agatha All Along.
Después de presentarse en el Teatro Upright Citizens Brigade con un espectáculo de comedia de improvisación y sketches, debutó como actriz en la serie en línea The Jeannie Tate Show. Más adelante aparecería en películas como Funny People y Scott Pilgrim vs. the World. En 2012 recibió su primer papel protagonista en la comedia Safety Not Guaranteed.

## Biografía
Plaza nació en Wilmington, Delaware, y es hija de Bernadette, una abogada, y David Plaza, un financiero. Tiene dos hermanas menores, Renee y Natalie; esta última es su fuente de inspiración para el personaje de April Ludgate en Parks and Recreation.
Plaza recibió su nombre de la canción "Aubrey" de la banda Bread. Su padre es puertorriqueño a su vez hijo de inmigrantes españoles procedentes de Asturias y su madre es de ascendencia británica. Plaza se graduó en la Academia Ursulina en 2002, y en la Tisch School of the Arts de la Universidad de Nueva York en 2006.

## Carrera

### 2004–2012: Inicios yPark and Recreation

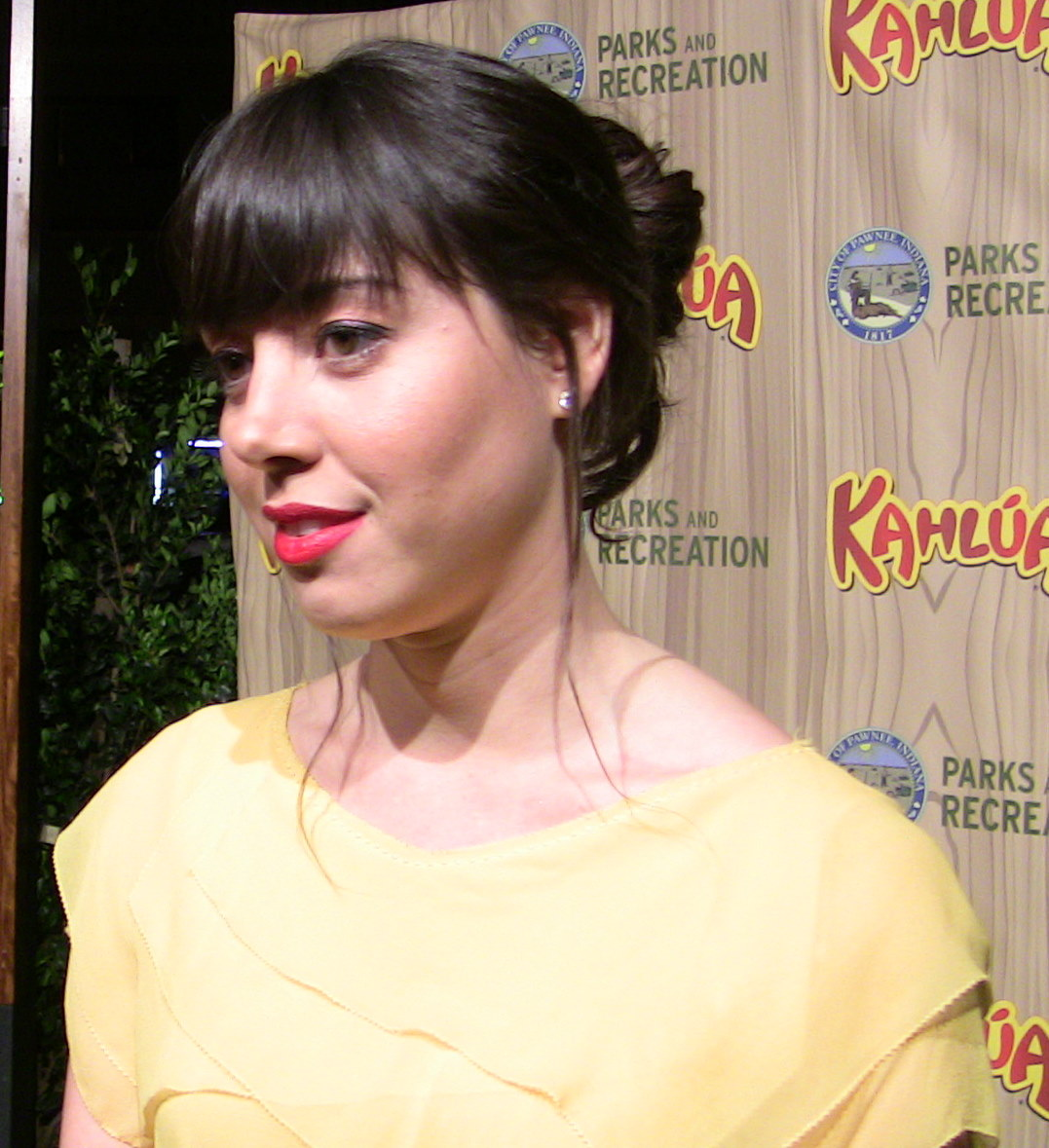
Plaza en la premier de Parks and Recreation en 2009.

Plaza ha dicho que ha tenido muchos trabajos como becaria y que fue «becaria en Samba Post-Its». Una de sus tareas era «literalmente cubrir la pared de un baño con Post-Its». Fue asistente del director del guionista/productor/director Bennett Davlin durante la grabación del galardonado corto TC3.
Participó en diversas producciones de la Wilmington Drama League. Ha realizado teatro de improvisación y "sketches" de comedia en el Upright Citizen Brigade Theater desde 2004. También ha realizado espectáculos de comedia en vivo y se ha presentado en el Laugh Factory y The Improv. En 2008, participó en la broma de Improv Everywhere llamada "Mobile Desktop" (Escritorio Móvil), en la que, junto a otras personas, llevaba ordenadores de sobremesa, incluyendo un monitor CRT, una torre, un ratón y un teclado a un café Starbucks y los utilizaban como si fueran ordenadores portátiles.
Plaza actuó en la serie en línea The Jeannie Tate Show, e hizo el papel de Robin Gibney en el espectáculo de ESPN Mayne Street. También actuó en el primer episodio de Terrible Decisions with Ben Schwartz (Decisiones Terribles con Ben Schwartz) en Funny or Die.
Obtuvo su primer papel importante en una película en 2009, cuando interpretó a Daisy, el interés romántico del personaje de Seth Rogen en el filme Funny People de Judd Apatow. También tuvo papeles en las comedias Scott Pilgrim vs. the World y Mystery Team, la cual debutó en el Festival Sundance de 2009. También ha participado en un corto de CollegeHumor junto a Jason Bateman y Will Arnett.
Formó parte de Parks and Recreation haciendo el papel de April Ludgate, una inexpresiva empleada gubernamental, y tuvo un rol recurrente como "la Princesa" en Troopers, la comedia de ciencia ficción en línea de CollegeHumor.
En el verano de 2012 obtuvo su primer papel protagonista en una película, con Mark Duplass en la comedia Safety Not Guaranteed. En ella interpreta a Darius, una becaria en un periódico de Seattle que responde a un curioso anuncio en el periódico que "busca un compañero para viaje en el tiempo". Su actuación en el filme fue bien recibida, y Gary Thompson del Philadelphia Enquirer indicó que su rol iba más allá de su habitual papel de «holgazana guapa» y que su actuación fue «convincente». Gracias a ellá, recibió el Premio ALMA como Actriz de Película Favorita en una Comedia o Musical y el premio Young Hollywood Award en la categoría de Actuación Revelación. También estuvo nominada para el Premio Chlotrudis a Mejor Actriz.

### 2015–2021: Expansión y reconocimiento
Plaza dio voz a Eska en la serie animada de televisión de acción y fantasía The Legend of Korra (2013-2014). También prestó su voz a Grumpy Cat en la película para televisión de Lifetime Network, Grumpy Cat's Worst Christmas Ever (2014). Plaza protagonizó la película de comedia de terror de 2014, Life After Beth sobre una joven que regresa de entre los muertos, escrita y dirigida por su esposo Jeff Baena, y en la película dramática de Hal Hartley, Ned Rifle (2014).
En 2017, Plaza protagonizó y produjo las películas The Little Hours y Ingrid Goes West. La primera es una comedia negra sobre monjas medievales basada libremente en historias de The Decameron. Ambas películas se estrenaron en el Festival de Cine de Sundance. Al año siguiente, obtuvo un papel como protagonista en la película indie de comedia, An Evening with Beverly Luff Linn. Desde 2017 hasta 2019, formó parte del elenco de la serie Legión interpretando el papel de Lenny Busker.

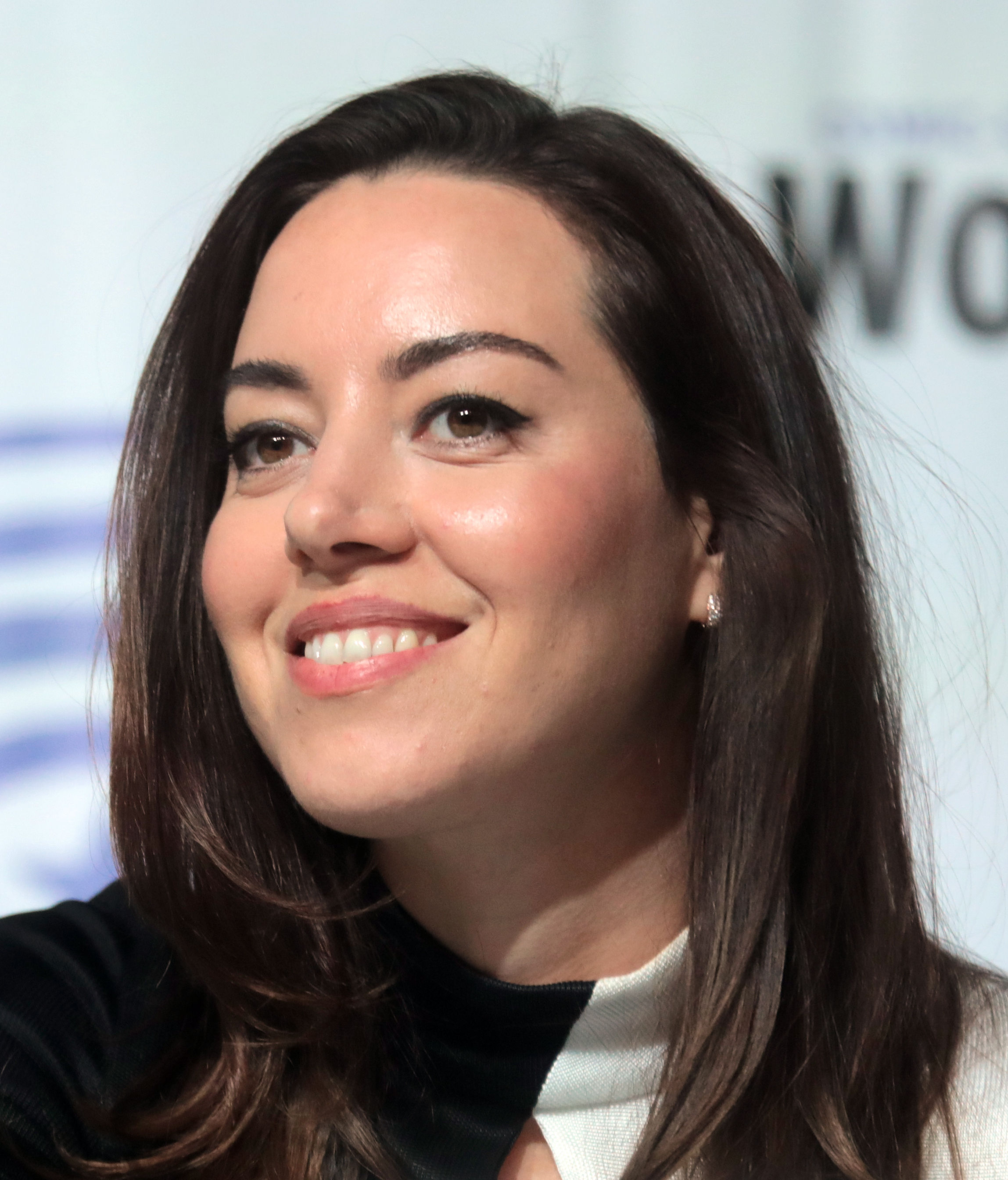
Aubrey Plaza en la WonderCon en 2019

En 2019 y 2020, Plaza presentó la gala anual de los premios Independent Spirit Awards. En 2019, protagonizó la película, Child's Play, una película reboot de la original de 1988, Child's Play, como la madre de Andy. Al año siguiente, interpretó a Riley Johnson en la película de comedia romántica, Happiest Season, y produjo y protagonizó el thriller Black Bear, obteniendo críticas generalmente positivas.
En 2021, Plaza escribió e hizo su debut como directora con el episodio "Quiet Illness" de la serie de antología de Showtime Cinema Toast. Creada por su compañero Jeff Baena, la serie reinventa imágenes de películas de dominio público para contar historias diferentes. Al crear "Quiet Illness", Plaza se inspiró en las experiencias y las imágenes de sus apariciones de la actriz Loretta Young. Editó varios clips de cine y televisión protagonizados por Young en un thriller psicológico sobre la autoestima de una mujer y eligió a Christina Ricci como narradora de voz. Ese mismo año, también escribió un libro para niños con Dan Murphy, La leyenda de la bruja de Navidad (2021), ilustrado por Julia Iredale.

### 2022–presente: Éxitos y estrellato

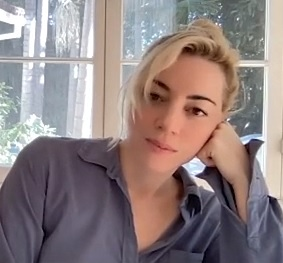
Plaza en 2022

Plaza produjo y protagonizó el personaje principal de la película independiente Emily the Criminal (2022), que retrata a una mujer cargada con deudas estudiantiles y obligada a realizar actividades delictivas. También apareció en la película Spin Me Round, que se estrenó en el festival de cine South by Southwest en 2022. En televisión, apareció en la segunda temporada de la serie de televisión dramática, The White Lotus. Gracias a dicho papel, recibió una nominación al Premio Primetime Emmy y al Premio Globo de Oro. En octubre de 2022, Plaza recibió el premio Artista Distinguido en el Newport Beach Film Festival.
En enero de 2023, presentó Saturday Night Live por primera vez y apareció en varios sketches, además, dio voz a Julie Powers en la serie de animación, Scott Pilgrim Takes Off. Al año siguiente, Plaza interpretó al yo futuro de Elliott Labrant en la película de comedia My Old Ass (2024) y a la presentadora de televisión Wow Platinum en el drama épico de ciencia ficción Megalopolis (2024) de Francis Ford Coppola. En televisión, interpretó a la bruja Rio Vidal en la miniserie de Disney+, Agatha All Along, ambientada en el MCU, que se estrenó el 18 de septiembre de 2024.
En 2025, Aubrey Plaza coprotagonizó la comedia negra Honey Don’t!, dirigida por Ethan Coen y coescrita con Tricia Cooke. La película, segunda entrega de una trilogía de películas B con temática lésbica iniciada con Drive-Away Dolls (2024), se estrenó en la sección Midnight Screenings del Festival de Cine de Cannes el 24 de mayo de 2025, recibiendo una ovación de pie de seis minutos y medio. Plaza interpreta a MJ, una oficial de policía que se convierte en aliada y posible interés romántico de la detective privada Honey O’Donahue, interpretada por Margaret Qualley. La trama sigue a Honey mientras investiga una serie de muertes misteriosas vinculadas a una iglesia liderada por un carismático predicador, interpretado por Chris Evans. La película está programada para su estreno en cines en Estados Unidos el 22 de agosto de 2025.

## Vida personal

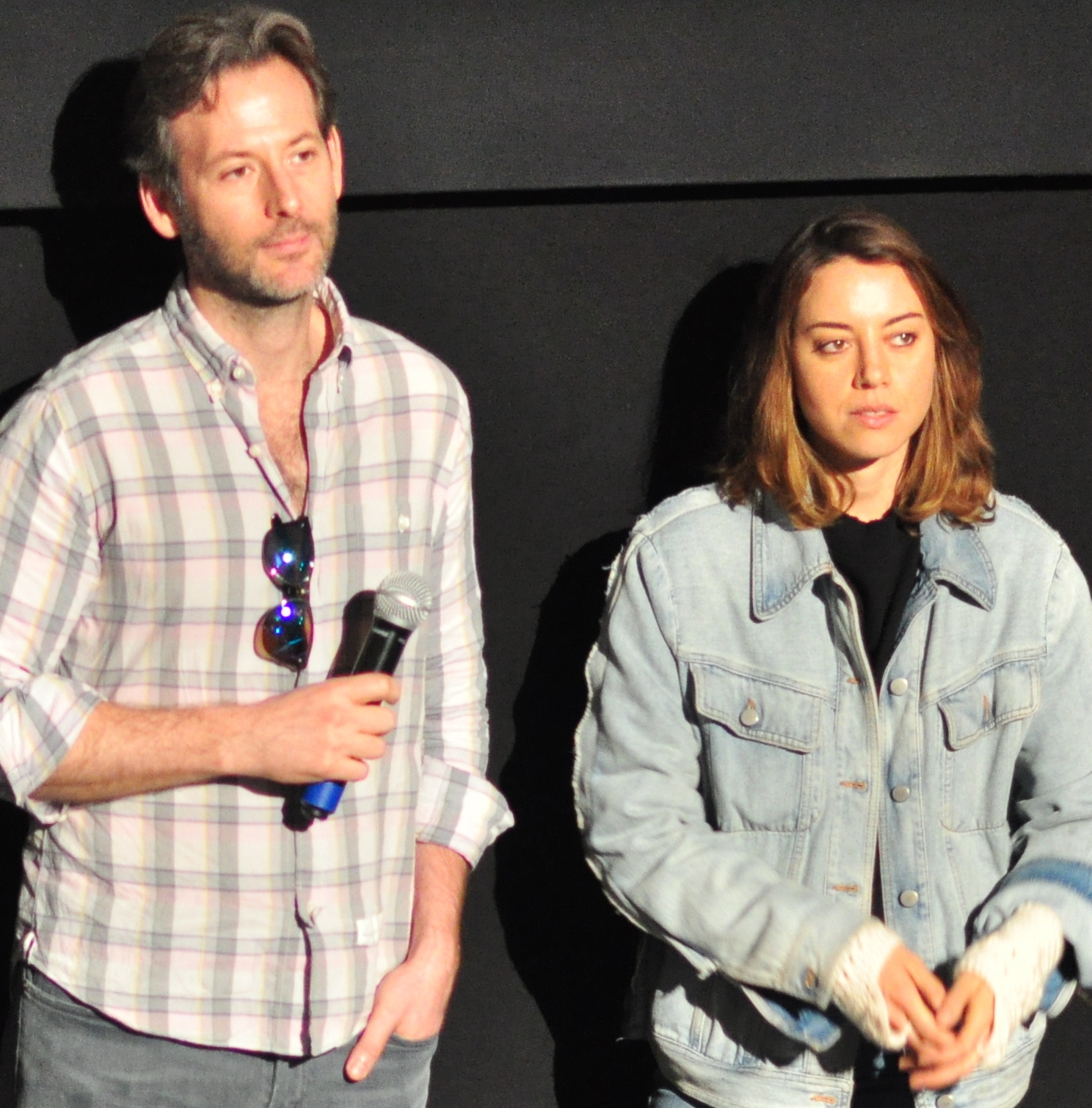
Plaza y su difunto marido Jeff Baena en el Seattle International Film Festival en 2017

En 2004, durante su estancia en la Universidad de Nueva York, sufrió un derrame que le provocó una parálisis temporal y afasia expresiva pero se recuperó por completo poco después. Varios años más tarde, sufrió un ataque isquémico transitorio mientras estaba en el set de Parks and Recreation.
En julio de 2016, hizo pública su bisexualidad en una entrevista con The Advocate, diciendo:

[...] «Me enamoro de chicas y chicos. No lo puedo evitar.»

En 2011, comenzó una relación con el escritor y director Jeff Baena. En mayo de 2021, se casaron en una pequeña ceremonia. Enviudó tras el suicidio de Baena el 3 de enero de 2025.

## Filmografía

### Cine
| Año  | Película                                      | Papel                                | Observaciones      |
| ---- | --------------------------------------------- | ------------------------------------ | ------------------ |
| 2006 | Killswitch                                    | Chica con enorme herida en la cabeza | Cortometraje       |
| 2006 | In Love                                       | Julie                                | Cortometraje       |
| 2009 | Mystery Team                                  | Kelly                                |                    |
| 2009 | Funny People                                  | Daisy Danby                          |                    |
| 2010 | Scott Pilgrim vs. the World                   | Julie Powers                         |                    |
| 2011 | Damsels in Distress                           | Debbie                               |                    |
| 2011 | Someday This Pain Will Be Useful To You       | Agente inmobiliario                  |                    |
| 2012 | Safety Not Guaranteed                         | Darius Britt                         |                    |
| 2012 | A Glimpse Inside the Mind of Charles Swan III | Marnie                               |                    |
| 2012 | 10 Years                                      | Olivia                               |                    |
| 2013 | From Up on Poppy Hill                         | Sachiko Hirokouji                    |                    |
| 2013 | She Said, She Said                            | Mujer en parque                      | Cortometraje       |
| 2013 | Failure                                       | Mujer                                | Cortometraje       |
| 2013 | The End of Love                               | Ella misma                           | Cameo              |
| 2013 | The To Do List                                | Brandy                               |                    |
| 2013 | Charlie Countryman                            | Exnovia                              |                    |
| 2013 | Monsters University                           | Claire Wheeler                       |                    |
| 2014 | Life After Beth                               | Beth Slocum                          |                    |
| 2014 | About Alex                                    | Sarah                                |                    |
| 2014 | Ned Rifle                                     | Susan                                |                    |
| 2014 | Playing It Cool                               | Mallory                              |                    |
| 2015 | The Driftless Area                            | Jean                                 |                    |
| 2015 | Fresno                                        |                                      |                    |
| 2016 | Dirty Grandpa                                 | Lenore                               |                    |
| 2016 | Mike and Dave Need Wedding Dates              | Tatiana                              |                    |
| 2017 | Ingrid Goes West                              | Ingrid Thorburn                      |                    |
| 2017 | Lujuria en el convento                        | Fernanda                             |                    |
| 2018 | An Evening with Beverly Luff Linn             | Lulu Danger                          |                    |
| 2019 | Child's Play                                  | Karen Barclay                        |                    |
| 2020 | Happiest Season                               | Riley                                |                    |
| 2021 | Best Sellers                                  | Lucy Stanbridge                      |                    |
| 2022 | Emily the Criminal                            | Emily Benetto                        |                    |
| 2022 | Spin Me Round                                 | Kat                                  |                    |
| 2023 | Operation Fortune: Ruse de Guerre             | Sarah Fidel (Michaela)               |                    |
| 2024 | My Old Ass                                    | Elliott                              |                    |
| 2024 | Megalopolis                                   | Wow Platinum                         |                    |
| 2025 | Animal Friends                                |                                      | Posproducción      |
| 2025 | Honey Don't!                                  | MJ                                   | Posproducción      |
| TBA  | The Ark and the Aardvark                      | Brain the Spider                     | Voz, en producción |

### Televisión
| Año       | Título                            | Papel                      | Observaciones                              |
| --------- | --------------------------------- | -------------------------- | ------------------------------------------ |
| 2006      | 30 Rock                           | NBC page                   | 1 episodio                                 |
| 2007      | The Jeannie Tate Show             | Tina Tate                  |                                            |
| 2008      | Keith Powell Directs a Play       | Stephanie                  | 4 episodios                                |
| 2008      | Mayne Street                      | Robin Gibney               | 6 episodios                                |
| 2009–2015 | Parks and Recreation              | April Ludgate              |                                            |
| 2011      | Portlandia                        | Beth/Cliente de librería   | 2 episodios                                |
| 2012      | NTSF:SD:SUV::                     | La recordadora             | Temporada 2, Episodio 12: Wasila Hills Cop |
| 2013      | The Legend of Korra               | Eska                       | Voz; 12 episodios                          |
| 2013      | Drunk History                     | Sacagawea                  | Temporada 1, Episodio 7: Nashville         |
| 2014      | Welcome to Sweden                 | Ella misma                 | 5 episodios                                |
| 2014      | Grumpy Cat's Worst Christmas Ever | Grumpy Cat (voz)           | Telefilme                                  |
| 2015      | Golan the Insatiable              | Dylan Beekler (voz)        | 6 episodios                                |
| 2016–2020 | Mentes criminales                 | Cat Adams                  | 3 episodios                                |
| 2017–2019 | Legión                            | Lenny / Shadow King        | 27 episodios                               |
| 2019      | Independent Spirit Awards 2019    | Ella misma (presentadora)  | Gala de premios                            |
| 2020      | Independent Spirit Awards 2020    | Ella misma (presentadora)  | Gala de premios                            |
| 2021      | Duncanville                       | Nina (voz)                 | Episodio: "Das Banana Boot"                |
| 2022      | The White Lotus                   | Harper Spiller             | 7 episodios                                |
| 2022      | The Simpsons                      | Amber Duffman (voz)        | Episodio: "From Beer to Paternity"         |
| 2023      | Saturday Night Live               | Ella misma (presentadora)  | Episodio: "Aubrey Plaza/Sam Smith"         |
| 2023      | Scott Pilgrim Takes Off           | Julie Powers (voz)         | 5 episodios                                |
| 2024      | Monsters at Work                  | Claire Wheeler-Worthington | 3 episodios                                |
| 2024      | Agatha All Along                  | Rio Vidal / Muerte         | 6 episodios                                |

### Teatro
| Año     | Título                      | Papel      | Observaciones                            |
| ------- | --------------------------- | ---------- | ---------------------------------------- |
| 2005    | Rebel Without A Cause       | Judy Brown | American Theatre of Actors, Off-Broadway |
| 2023–24 | Danny and the Deep Blue Sea | Roberta    | Lucille Lortel Theatre, Off-Broadway     |

## Premios y nominaciones
Premios Globo de Oro
| Año  | Trabajo nominado | Categoría                                               | Resultado | Ref.   |
| ---- | ---------------- | ------------------------------------------------------- | --------- | ------ |
| 2023 | The White Lotus  | Mejor actriz de reparto de serie, miniserie o telefilme | Nominada  | [ 47 ] |

Premios Primetime Emmy
| Año  | Trabajo nominado | Categoría                                 | Resultado | Ref.   |
| ---- | ---------------- | ----------------------------------------- | --------- | ------ |
| 2023 | The White Lotus  | Mejor actriz de reparto - serie dramática | Nominada  | [ 48 ] |

Premios Independent Spirit
| Año  | Trabajo nominado   | Categoría                      | Resultado | Ref.   |
| ---- | ------------------ | ------------------------------ | --------- | ------ |
| 2023 | Emily the Criminal | Mejor interpretación principal | Nominada  | [ 49 ] |

Premios del Sindicato de Actores
| Año  | Trabajo nominado | Categoría                           | Resultado | Ref.   |
| ---- | ---------------- | ----------------------------------- | --------- | ------ |
| 2023 | The White Lotus  | Mejor reparto de televisión - Drama | Ganadora  | [ 50 ] |